# Alba (Scozia)
Alba è il nome in gaelico scozzese (IPA: [ˈaɫəpə]) della Scozia (Alba anche in irlandese, Albu, invece, in gaelico antico).  L'etimologia del nome è forse connessa col latino albus e il greco alphòs, avrebbe quindi il significato di "terra bianca". "Alba" sarebbe anche il nome originario della Milano celtica, e potrebbe anche essere l'antico nome delle Alpi, al singolare.
La parola proviene da un termine celtico che indicava tutta la Britannia, proprio come il termine di Albione, usato dagli autori greco-romani. La parola fu utilizzata dai gaelici per indicare tutta l'isola fino, circa, al IX-X secolo, quando passò invece ad indicare solo la Pittavia e Dalriada, cioè il regno dei pitti e degli scoti, a nord del fiume Forth dell'estuario del Clyde, che sarebbe stato unificato da Kenneth Mac Alpin.
Col tempo il regno incorporò altri territori a sud. Nell'Alto Medioevo fu latinizzato in "Albania" (non è chiaro se condivida lo stesso etimo dell'odierna Albania o dell'antica Albania nel Caucaso). In seguito questa parola si trasformò in Albany nel medio inglese, anche se fu utilizzata di rado per indicare il regno di Scozia, ma piuttosto il ducato di Albany.